# استیون کنداریان
استیون کنداریان (به انگلیسی: Steven Kandarian) (زاده ۱۹۵۲) کارآفرین، بانکدار و مدیر ارشد اجرایی آمریکایی ارمنی‌تبار است، که اکنون به‌عنوان مدیر عامل اجرایی و رئیس هیئت مدیره شرکت مت‌لایف فعالیت می‌کند.